# Straßenbahn Rabat-Salé
Die Straßenbahn Rabat-Salé (Tramway de Rabat-Salé) ist ein am 23. Mai 2011 in Betrieb genommenes Straßenbahnnetz in den marokkanischen Städten Rabat und Salé. Das Netz mit einer Länge von 27 Kilometern umfasst zwei Linien und 43 Stationen und wird von der Transdev Rabat Salé SA mit Alstom-Citadis-Zügen betrieben.

## Geschichte

### Die ehemalige Straßenbahn in Rabat
In der ersten Hälfte des 20. Jahrhunderts gab es während der Zeit des französischen Protektorats bereits eine Straßenbahn in Rabat. Die Bahnen waren dampf- und benzinbetrieben. Das Straßenbahnnetz existierte von den 1910er Jahren bis zum Beginn der 1930er Jahre.

### Die neue Straßenbahn

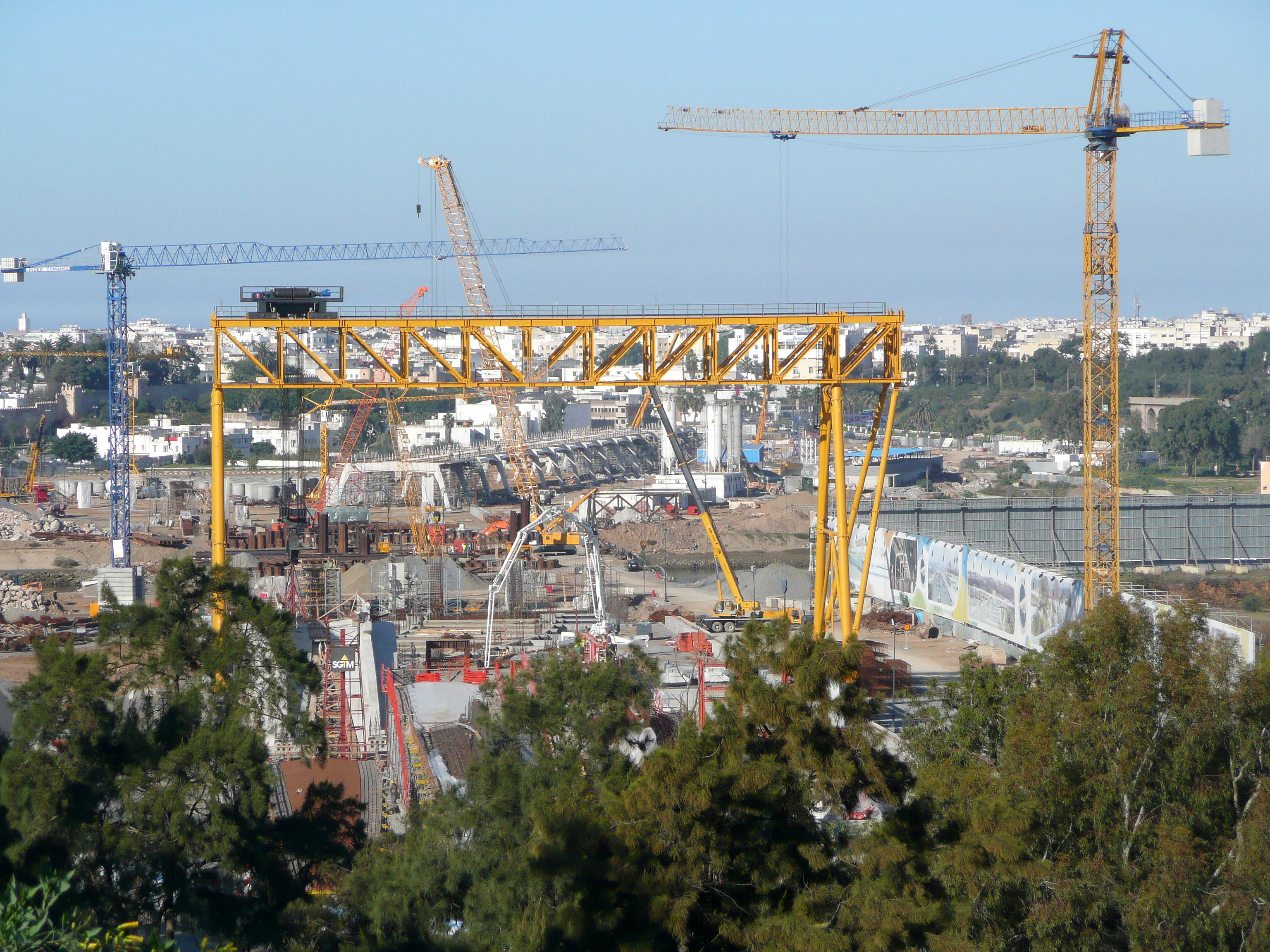
Baustelle für die Straßenbahn über den Bou-Regreg.

Bereits 1976 wurde von Transroute ein Transportplan erarbeitet, der öffentliche Verkehrsmittel auf Eigentrasse für den Ballungsraum Rabat-Salé vorsah. Weitere Studien in den Jahren 1982 und 2003 folgten und konkretisierten die Planungen. Grund dafür war das große Bevölkerungswachstum in dem Ballungsraum: von 2004 bis 2010 stieg die Einwohnerzahl von 1,318 Millionen auf über zwei Millionen an.
Auf dieser Grundlage wurden in den Jahren 2005 und 2006 die Entwurfsplanungen für das Straßenbahnnetz fertiggestellt. Das Zielnetz umfasst vier Linien und erfordert zwei Querungen des Bou-Regreg.
Die erste Phase umfasst zwei Linien:
- Die Linie 1 verbindet Hay Karima (Salé) mit dem Viertel Agdal (Rabat), wobei sie das Stadtzentrum auf der Avenue Al Alaouiyine durchfährt. Diese Linie erschließt die wichtigsten Punkte des Ballungsraums: Die Avenue Mohammed V in Salé, das Regierungsviertel, die Bahnhöfe in Rabat und Salé, die Fakultäten und Bibliotheken zwischen Bab Rouah und Ibn Zohr, das Viertel Agdal, schließlich den Universitätscampus Bab Al Irfane und das Krankenhaus in Souissi.
- Die Linie 2 erschließt die bevölkerungsreichen Viertel Océan, Yacoub Al Mansour und Bettana (in Salé).

Ein drei Kilometer langer gemeinsamer Abschnitt beider Linien bedient fünf Haltestellen und umfasst insbesondere die Querung des Bou-Regreg auf der neuen Brücke Hassan II.
Mit Inbetriebnahme der ersten beiden Linien ist eine deutliche Veränderung des Modal Split eingetreten. Letztlich sollten 80 % der Fahrgäste ehemalige Benutzer von Bussen oder Taxen sowie ehemalige Fußgänger sein. Durch die Straßenbahn soll ein signifikanter Anteil des Autoverkehrs ersetzt werden. Zu diesem Ziel wurden drei Parkplätze bei den Endstellen gebaut.
Die Arbeiten an der neuen Straßenbahn begannen Mitte 2006 als Teil der Gesamtentwicklung des Bou-Regreg-Tals und wurden von GTR und dem französischen Unternehmen Colas ausgeführt.
Die Bahnen haben eine Reisegeschwindigkeit von 20 km/h und können 172.000 Fahrgäste pro Tag befördern.
Die offizielle Eröffnung durch König Muhammed VI fand am 18. Mai 2011 statt. Am 23. Mai 2011 begann der Fahrgastbetrieb, wobei allerdings eine 2,5 km lange Teilstrecke der Linie 2 – von Bab Chellah zum Hôpital Moulay Youssef erst einige Wochen später in Betrieb genommen wurde.
Am 16. Februar 2022 wurden die beiden Verlängerungen der Linie 2 an den bisherigen Streckenenden im Südwesten von Hôpital Moulay Youssef nach Yacoub El Mansour (2,3 km) und im Osten von Hassan II zum Hôpital Moulay Abdellah (4,7 km) offiziell eröffnet. Damit wächst das Streckennetz auf 27 Kilometer und 43 Haltestellen. Durch diese Netzerweiterung soll die tägliche Fahrgastanzahl um 40.000 auf 150.000 anwachsen.

#### Fahrzeuge
Zunächst waren 44 niederflurige Alstom Citadis 302 beschafft worden, deren Lieferung am 18. März 2010 begann und 2011 abgeschlossen wurde. 38 der fünfteiligen Multigelenkwagen sind als unechte Zweirichtungswagen zum Einsatz ausschließlich in Doppeltraktion mit nur einem Führerstand ausgestattet, sechs Stück sind normale Zweirichtungswagen. Auch diese verkehren jedoch nur selten einzeln.
Weitere 22 Citadis 302 wurden 2017 bestellt und 2019 bis 2020 ausgeliefert.